# Rhaconotus hexatermus
Rhaconotus hexatermus är en stekelart som beskrevs av Sergey A. Belokobylskij 1988. Rhaconotus hexatermus ingår i släktet Rhaconotus och familjen bracksteklar. Inga underarter finns listade i Catalogue of Life.